# Otus spilocephalus
Otus spilocephalus е вид птица от семейство Совови (Strigidae).

## Разпространение
Видът е разпространен в Бангладеш, Бутан, Виетнам, Индия, Индонезия, Камбоджа, Китай, Лаос, Малайзия, Мианмар, Непал, Пакистан и Тайланд.